# Захисник (фільм, 1985)
«Захисник» (англ. The Protector, кит.: 威龍猛探) — другий американський фільм з Джекі Чаном у головній ролі, вийшов на екрани в 1985 році.

## Сюжет
У Нью-Йорку на елітному показі мод викрадають доньку впливового мільйонера. На цій же вечірці працював охоронцем поліцейський Біллі Вонг. За зайву гарячкуватість його відстороняють від роботи, та лише він може врятувати дівчину. Біллі вирушає до Гонконгу, де відразу ж потрапляє в самісінький центр наркотичного бізнесу.

## В ролях
- Джекі Чан — Біллі Вонг
- Денні Айелло — Денні Гароні, новий напарник Біллі
- Рой Чао — містер Ко
- Річард Кларк — суперінтендант Вайтхед
- Сун Еліс — Лора Шапіро
- Біл Уоллес — Бенні Гаручі
- Мун Лі — Су Лінг